# Gadomus arcuatus
Gadomus arcuatus és una espècie de peix de la família dels macrúrids i de l'ordre dels gadiformes.

## Morfologia
- Els mascles poden assolir 58 cm de llargària total.[5][6]
- No té òrgans lluminosos.[7]

## Depredadors
Als Estats Units és depredat per Merluccius albidus.

## Hàbitat
És un peix d'aigües profundes que viu entre 610-1370 m de fondària.

## Distribució geogràfica
Es troba al Golf de Mèxic, el Carib, la costa nord-oriental de Sud-amèrica, el Marroc, les Illes Canàries i Portugal (incloent-hi les Illes Açores).

## Observacions
És capturat conjuntament amb l'espècie de gamba Pleoticus robustus.